# Turinyphia clairi
Turinyphia clairi is een spinnensoort in de taxonomische indeling van de hangmatspinnen (Linyphiidae).
Het dier behoort tot het geslacht Turinyphia. De wetenschappelijke naam van de soort werd voor het eerst geldig gepubliceerd in 1884 door Eugène Simon.

## Kenmerken
Het vrouwtje van de Turinyphia clairi wordt gemiddeld 3.6 tot 4.5 mm lang, mannetjes kunnen een lengte van 4 mm bereiken. De spin is grotendeels beige met op het achterlijf witte stippen en grijze banden.

## Leefgebied
De soort komt voor in het Franse departement Alpes-Maritimes, en de Italiaanse Zee-Alpen. Hier wordt de spin aangetroffen in de bodemlaag van sparren- en beukenbossen.